# Provincia de Cali
La provincia de Cali fue una de las provincias del Estado Soberano del Cauca y del Departamento del Cauca (Colombia). Fue creada por medio de la ley 81 del 11 de octubre de 1859, a partir del territorio sur de la provincia del Cauca. Tuvo por cabecera a la ciudad de Cali. La provincia comprendía el territorio de la actual región vallecaucana del Sur.

## Geografía

### Límites
La provincia de Cali en 1859 limitaba al sur con las provincias de Popayán y Buenaventura; al este por el río Cauca con las provincias de Caloto y Palmira; por el occidente la cima de la cordillera Occidental desde el límite con Buenaventura hacia el norte, deslindando la provincia de San Juan, hasta el punto en que desciende el ramo que va a morir en el Canea llamado Portachuelo del Espinal, separandola de la provincia de Buga.

### División territorial
En 1876 la provincia comprendía los distritos de Cali (capital), Jamundí, Pavas, Salado, Vijes, Yotoco y Yumbo.
En 1905 la provincia comprendía los distritos de Cali (capital), Dagua, Jamundí, Pavas, Vijes, Yotoco y Yumbo.